# 1902 en sport automobile
Chronologie du Sport automobile
1901 en sport automobile - 1902 en sport automobile - 1903 en sport automobile

## Les faits marquants de l'année1902enSport automobile
- Troisième édition de la Coupe Gordon Bennett entre Paris et Vienne (Autriche) avec étape à Innsbruck (Autriche). L'Irlandais Selwyn Edge a bouclé le parcours de 990 km.

## Par mois

### Avril
- 13 avril : à Nice, Léon Serpollet établit un nouveau record de vitesse terrestre : 120,80 km/h.

### Mai
- 15 et 16 mai 1902 : concours international de moteurs et appareils utilisant l'alcool dénaturé (dit Circuit du Nord) En ligne.

### Juin
- 26-29 juin : course automobile Paris-Vienne

### Juillet
- 31 juillet : à Bastogne, première édition du Circuit des Ardennes, première épreuve de ce genre disputée sur circuit fermé.

### Novembre
- 5 novembre :
  - À Ablis, William K. Vanderbilt établit un nouveau record de vitesse terrestre : 122,44 km/h.
  - À Dourdan, Henri Fournier établit un nouveau record de vitesse terrestre : 123,28 km/h.
- 17 novembre : à Dourdan, M. Augières établit un nouveau record de vitesse terrestre : 124,13 km/h.

## Naissance
- 12 janvier : Georges Delaroche, pilote automobile français, essentiellement en endurance, († 9 novembre 1968).
- 30 janvier : Gianbattista Guidotti, pilote automobile italien qui s'engagea par deux fois à des Grands Prix de Formule 1 en 1950 et 1951. († 2 juillet 1994).
- 1er février : Heinrich-Joachim von Morgen, pilote automobile allemand, († 27 mai 1932).
- 25 février : Hanns Geier, pilote automobile allemand. († 1986).
- 16 mai : Guy Bouriat, pilote automobile français.  († 21 mai 1933).
- 19 juillet : Chet Miller, pilote automobile d'Indy car américain, († 15 mai 1953).